# Košice Open 2011
Il Košice Open 2011 è stato un torneo professionistico di tennis maschile giocato sulla terra rossa. È stata la 9ª edizione del torneo, che fa parte dell'ATP Challenger Tour nell'ambito dell'ATP Challenger Tour 2011. Si è giocato a Košice in Slovacchia dal 7 al 12 giugno 2011.

## Partecipanti

### Teste di serie
| Nazionalità | Giocatore             | Ranking* | Testa di serie |
| ----------- | --------------------- | -------- | -------------- |
| Spagna      | Rubén Ramírez Hidalgo | 100      | 1              |
| Portogallo  | Rui Machado           | 110      | 2              |
| Rep. Ceca   | Lukáš Rosol           | 111      | 3              |
| Rep. Ceca   | Ivo Minář             | 132      | 4              |
| Germania    | Simon Greul           | 138      | 5              |
| Argentina   | Brian Dabul           | 147      | 6              |
| Francia     | David Guez            | 156      | 7              |
| Kazakistan  | Jurij Ščukin          | 159      | 8              |

- Ranking al 23 maggio 2011.

### Altri partecipanti
Giocatori che hanno ricevuto una wild card:
- Marko Daniš
- Dominik Hrbatý
- Miloslav Mečíř Jr.
- Martin Přikryl

Giocatori che hanno ricevuto uno special exempt:
- João Sousa
- Jan-Lennard Struff

Giocatori che sono passati dalle qualificazioni:
- Andrea Arnaboldi
- Leonardo Kirche
- Javier Martí
- Wayne Odesnik

## Campioni

### Singolare
Simon Greul ha battuto in finale  Victor Crivoi con il punteggio di 6–2, 6–1

### Doppio
Simon Greul /  Bastian Knittel hanno battuto in finale  Facundo Bagnis /  Eduardo Schwank con il punteggio di 2–6, 6–3, [11–9]